# Castagnole delle Lanze
Pour les articles homonymes, voir Castagnole.
Castagnole delle Lanze est une commune italienne de la province d'Asti, dans la région Piémont.

## Administration
| Période                                  | Période            | Identité                 | Étiquette                        | Qualité |
| ---------------------------------------- | ------------------ | ------------------------ | -------------------------------- | ------- |
| 13/08/1985                               | 25/05/1990         | Renzo Masengo            | Democrazia Cristiana             | Sindaco |
| 25/05/1990                               | 24/04/1995         | Renzo Masengo            | Democrazia Cristiana             | Sindaco |
| 24/04/1995                               | 14/06/1999         | Gianfranco Fassone       | centro-destra                    | Sindaco |
| 14/06/1999                               | 14/06/2004         | Roberta Filippa Ferretti | lista civica                     | Sindaco |
| 14/06/2004                               | 8/06/2009          | Marco Violardo           | lista civica                     | Sindaco |
| 8/06/2009                                | 26/05/2014         | Marco Violardo           | lista civica                     | Sindaco |
| 26/05/2014                               | en cours de mandat | Calogero Mancuso         | lista civica Progetto Castagnole | Sindaco |
| Les données manquantes sont à compléter. |                    |                          |                                  |         |

### Hameaux
Annunziata, Carossi, Farinere, Olmo, Rivella, San Bartolomeo, San Grato, San Defendente, San Rocco, San Pietro, Santa Maria, Valle Tanaro, Val Bera.

### Communes limitrophes
Castiglione Tinella, Coazzolo, Costigliole d'Asti, Govone, Magliano Alfieri, Neive.